# Huidvliegers
Huidvliegers (Dermoptera) zijn een orde van de zoogdieren bestaande uit één familie met twee soorten, die voorkomt in Zuidoost-Azië. Hoewel ze "vliegende maki's" worden genoemd, vliegen de colugo's niet en zijn ze geen maki's, hoewel ze wel verwant zijn. In plaats daarvan zweven ze terwijl ze tussen de bomen springen. Het zijn de meest capabele zweefvliegtuigen van alle zwevende zoogdieren.

## Fossiel
Fossielen van huidvliegers zijn bekend van het vroeg-Paleoceen tot het vroeg-Mioceen van Noord-Amerika. Zij behoren tot de families Plagiomenidae (met onder andere Planetetherium, een soort uit het Laat-Paleoceen van Montana) en Mixodectidae. De oudste moderne vliegende katten verschijnen in het laat-Eoceen van Thailand met het geslacht Dermotherium.

## Indeling
De verwantschap tussen de huidvliegers en de andere zoogdierordes was eeuwenlang omstreden. In de achttiende eeuw deelde de Zweedse natuuronderzoeker Carl Linnaeus de groep in als naaste verwanten van de Primates. Deze classificatie werd al snel verworpen en in de loop der jaren werden de huidvliegers beschouwd als nauwe verwanten van eerst de insecteneters en later de vleermuizen. Recent moleculair en morfologisch onderzoek heeft echter toch de verwantschap met de primaten aangetoond. De huidvliegers en primaten vormen samen met de toepaja's en de volledig uitgestorven orde Plesiadapiformes de superorde Euarchonta.

## Beschrijving
Huidvliegers hebben een zweefhuid (patagium) tussen de nek, de poten, vingers en de staart, waarmee ze van de ene naar de andere boom zweven en afstanden van wel honderd meter door de lucht kunnen afleggen. Men veronderstelt dat ook uitgestorven soorten zo'n patagium bezaten. Huidvliegers zijn nachtactieve planteneters, die zich voornamelijk met bladeren, knoppen, scheuten en bloemen voeden. Ze leven in dichte regenwouden. Opmerkelijk is dat de snijtanden een voorwaarts uitstekende kam hebben, waarschijnlijk bedoeld om de vacht mee te verzorgen.
De enige bestaande familie zijn de vliegende katten of vliegende maki's (Cynocephalidae), met twee soorten: de Filipijnse vliegende kat (Cynocephalus volans) die in de Filipijnen voorkomt en de Maleise vliegende kat (Galeopterus variegatus) die voorkomt van Indochina tot Java en Borneo.

## Taxonomie
- Orde Dermoptera
  - Familie Cynocephalidae (Vliegende katten)
    - Geslacht Cynocephalus
      - Filipijnse vliegende kat (Cynocephalus volans)

    - Geslacht Galeopterus
      - Maleise vliegende kat (Galeopterus variegatus)

Cloacadieren · Opossums · Paucituberculata · Microbiotheria · Roofbuideldieren · Buideldassen · Buidelmollen · Klimbuideldieren · Tenreks en goudmollen · Springspitsmuizen · Buistandigen · Klipdasachtigen · Slurfdieren · Zeekoeien · Luiaards en miereneters · Gordeldierachtigen · Insecteneters · Vleermuizen · Schubdierachtigen · Roofdieren · Onevenhoevigen · Evenhoevigen · Walvissen · Knaagdieren · Haasachtigen · Huidvliegers · Toepaja's · Primaten

Filipijnse vliegende kat (Cynocephalus volans) · Maleise vliegende kat (Galeopterus variegatus)